# Saint David's
Saint David’s (del galés: Tyddewi ‘lit. «casa de David»’) [tiːˈðɛwi]) es una ciudad galesa, que volvió a recuperar el estatus de ciudad en 1994. Se ubica al lado de la costa occidental del condado de Pembrokeshire en el suroeste del país. La ciudad obtuvo el título de la ciudad más pequeña del Reino Unido, debido a su escasa población. Es la única ciudad en Pembrokeshire o el condado preservado de Dyfed. La ciudad en su totalidad está en el Parque Nacional de la costa de Pembrokeshire y está al lado del río Alun. Es la única ciudad británica incrustada en un parque nacional.

## Historia
La ciudad lleva el nombre de David, el patrón de Gales, que vivía cerca de la ciudad durante el siglo VI. David fundó un monasterio donde ahora está la catedral de San David y fue sepultado allí cuando murió en el 589. Asser, el biógrafo del rey Alfredo el Grande, fue un monje del monasterio. El papa Calixto II dijo que una peregrinación a Saint David’s vale dos a Roma y tres a Jerusalén ("Roma semel quantum dat bis Menevia tantum"). Debido a esto, se obtuvo un gran ingreso de los peregrinos visitantes en la Edad Media.
En 2002 el Eisteddfod Nacional de Gales se realizó en St David’s.